# Національні дружини
Національні дружини — ультраправа парамілітарна організація, пов'язана з політичною партією Національний корпус, частина «азовського» руху. За словами представників організації, її метою є забезпечення порядку на вулицях українських міст.

## Історія
Організацію зареєстрували в травні 2017 року ветерани полку «Азов» Ігор Кашка, Артем Клімін та Максим Плиска. Головою «Національних дружин» є Ігор Михайленко, який раніше очолював полк «Азов». Але за інформацією деяких ЗМІ, справжнім керівником Нацдружин є Сергій Коротких.
28 січня 2018 року у Києві відбувся марш присяги «Національних дружин», що привернуло увагу громадськості до організації.
7 червня 2017 року «Національні дружини» у Києві прогнали циган з їхнього тимчасового поселення в Голосіївському парку та зруйнували його.
14 жовтня 2018 року «Національні дружини» стали співорганізаторами і активними учасниками Маршу УПА в Києві.
На президентських виборах 2019 року «Національні дружини» мали статус спостерігачів.
Деякі оглядачі пов'язують діяльність «Національних дружин» із політичними інтересами Арсена Авакова, але як представники самої організації, так і Аваков заперечують зв'язок.